# Hvepseedderkop
Hvepseedderkoppen (Argiope bruennichi) er en edderkop i familien af Hjulspindere.
Hunnen er, med sin gul- og sortstribede bagkrop, en særdeles genkendelig edderkop, der ikke kan forveksles med andre edderkopper i Danmark. Hvepseedderkoppen er en – efter danske forhold – stor edderkop, idet hunnen typisk har en kropslængde på 1,5 cm. Hannen er ret uanseelig (mangler hunnens karakteristisk farver og mønster) og noget mindre, typisk omkring 0,5 cm. Hunnens udseende er et eksempel på mimicry, hvor en generelt ufarlig art (hunnen kan bidde i selvforsvar, men effekten på større dyr og mennesker er ret begrænset) ligner en mere farlig art, som en almindelig hveps.
Den blev første gang observeret i Danmark i 1992 i Dyrehaven nord for København. To år senere, blev den set i Stubbekøbing på Falster. I 1995 fandt man arten på Als, Bornholm og Fyn og i 1997 observerede man den på Mols i Jylland. Efterfølgende har den spredt sig til det meste af landet; tidligere havde arten en mere sydlig udbredelse i Europa, og den findes også i Asien. Om end den er unik i Danmark, så er der en række øvrige Argiope arter i andre dele af verden, som ligner den.

## Levevis
Hvepseedderkoppen spinder et ca. 30-40 cm. stort cirkulært spind lavt i vegetationen (op til en halv meter over jorden) – hvori den placerer sig i midten. I modsætning til de fleste hjulspindere er den aktiv om dagen.
Parringen sker i juli-august, og få uger efter danner hunnen et brunligt valnøddelignende ægspind, som indeholder 300-400 æg. Disse placeres nær spindet i f.eks. noget græs. Æggene klækkes ca. 4 uger efter, men ungerne forlader først ægspindet næste forår, hvor de hen på sommeren bliver kønsmodne.